# Georg Kiessel
Johann Georg Friedrich Kiessel, auch Georg Kießel (* 31. Oktober 1907 in Nürnberg; † 30. Dezember 1950 in Belgrad) war ein deutscher Jurist, Gestapobeamter und SS-Führer.

## Leben
Nach dem Schulbesuch studierte Kiessel Rechts- und Staatswissenschaften. Er schloss das Studium 1930 mit dem ersten Staatsexamen ab und promovierte an der Universität Erlangen mit der Dissertation Die Bestimmungen über Hochverrat in den Entwürfen zum neuen Strafgesetzbuch im Vergleich mit dem geltenden Recht unter Berücksichtigung des Republikschutzgesetzes vom 25. März 1930 zum Dr. jur. ab. Im April 1933 bestand er das zweite juristische Staatsexamen.
Nach der Machtergreifung der Nationalsozialisten trat er am 1. November 1933 in den Dienst der Polizeidirektion Nürnberg-Fürth unter Benno Martin ein. Kiessel wurde Martins Stellvertreter und leitete auch geschäftsführend die dortige Gestapo.
Kiessel, der zum 1. Februar 1934 der NSDAP beitrat (Mitgliedsnummer 2.584.531), amtierte ab 1934 auch als Gaukulturwart. Im Oktober 1935 wurde er Mitglied der Schutzstaffel (SS-Nr. 260.969). Er wurde zudem Stellvertreter im Zentralkomitee zur Abwehr der jüdischen Boykott- und Greuelhetze von Julius Streicher und zog im Rahmen von Arisierungsmaßnahmen in den Aufsichtsrat des Fuldkonzerns in Nürnberg ein. Weiterhin führte er von 1936 bis 1937 die Gaudienststelle der NS-Kulturgemeinde.
Nach dem Münchner Abkommen war er im letzten Quartal des Jahres 1938 Verbindungsführer des Chefs der Sipo und des SD beim Chef der Zivilverwaltung in Karlsbad. Kiessel wurde 1939 kommissarisch zum Gauwirtschaftsberater im Gau Franken berufen.
Nach Beginn des Zweiten Weltkrieges wurde er im Juni 1940 zum Dienst in der Militärverwaltung eingezogen, wo er als persönlicher Referent Harald Turners und dessen Stellvertreter im Verwaltungsstab in Paris, Kronstadt, Sofia, Saloniki und von 1941 bis November 1942 in Belgrad eingesetzt war. Als Oberkriegsverwaltungsrat war Kiessel in Jugoslawien für die Erschießung von Geiseln und auch die Judenvernichtung mit verantwortlich. Kiessel wurde 1942 das Kriegsverdienstkreuz II. Klasse mit Schwertern verliehen. Im Zuge der Abberufung Turners von diesem Posten wurde auch Kiessel von seiner Stellvertreterfunktion entpflichtet. Ab Januar 1943 war Kiessel bei der Waffen-SS eingesetzt.
Ab Frühsommer 1944 war Kiessel im Reichssicherheitshauptamt (RSHA) bei der Abteilung IV (Gestapo) beschäftigt und leitete dort nach dem Attentat vom 20. Juli 1944 die Auswertestelle der Sonderkommission des 20. Juli. Im Oktober 1944 erreichte er in der SS den Rang eines SS-Obersturmbannführers.
Ab Dezember 1944 war er als geschäftsführender Kommandeur der Sicherheitspolizei und des SD (KdS) in Bromberg eingesetzt. Im Zuge der Eroberung Brombergs durch die Rote Armee wurde Kiessel im Rang eines Oberregierungsrates am 1. April 1945 nach Bremen als Leiter der dortigen Staatspolizeileitstelle versetzt und hatte diese Funktion bis zur Eroberung Bremens durch britische Truppen inne.
Nach Kriegsende befand sich Kiessel in alliierter Internierung und wurde nach Jugoslawien ausgeliefert. Durch ein jugoslawisches Militärgericht wurde Kiessel am 7. März 1947 wegen in Jugoslawien begangener Verbrechen zum Tode verurteilt und am 30. Dezember 1950 in Belgrad hingerichtet.